# 浜松市立丸塚中学校
浜松市立丸塚中学校（はままつしりつ まるづかちゅうがっこう）は、静岡県浜松市中央区丸塚町にある市立中学校。

## 特徴
- スポーツ（サッカー、野球、バスケットボール）などの部活動が盛んである。
- 通称:丸中
- 丸中生徒は基本的に学校内では、ジャージまたは体操服でいることが多く、ジャージの色は青で左の胸元にローマ字で「MARUZUKA」と刺繍がある。

## 沿革
- 1961年4月1日 - 浜松市立東部中学校丸塚分校が設置される。
- 1962年4月1日 - 浜松市立丸塚中学校が設立される。
- 2001年11月9日 - 創立40周年記念大会とともに、新校舎の落成式が行われる。
- 2011年 - 創立50周年。浜松市生誕100周年と重なり、多くのイベント他が開催。

## 通学区域
- 佐藤一丁目～佐藤三丁目､天神町､将監町､神立町(134の5～134の16を除く･この地域は八幡中の区域)､上西町､西塚町､丸塚町､上新屋町､植松町､宮竹町､子安町､大蒲町

## 教育方針
- 校訓【誠実】

## 学校行事
| - 4月 - 入学式・始業式・対面式 - 生徒総会 - 避難訓練 - 修学旅行 - 5月 - 野外活動 - 6月 - 学習診断テスト - 7月 - 防犯教室 - 終業式 | - 8月 - 始業式 - 9月 - 学習診断テスト - 10月 - 生徒総会 - 体育大会 - 職業体験学習 - 校外学習 - 生涯学習 - 11月 - 学芸発表会 - 学習診断テスト - 12月 - 終業式 | - 1月 - 始業式 - 文化芸術鑑賞 - 2月 - 学習診断テスト - 立志の集い - 3月 - 3年生を送る会 - 卒業式・修了式 - 離任式・退任式 |

この間にも丸塚杯といって縦割りで学校内でのイベントごとの総得点で競い合うものがある。
得点の加算対象は例として、学校保健週間の保体委員主催のものや、
テストの予習プリントの提出率、アルミ缶回収参加人数など様々。

## 部活動
- 陸上部
- 剣道部
- サッカー部
- 野球部
- 水泳部
- バスケット - 男
- バスケット - 女
- バレー - 男
- バレー - 女
- 卓球部
- 女子テニス部
- 吹奏楽部
- 校外活動部

基本的に月曜日と水曜日は部活は無い。(令和7年9月～)
総合文化部という部活があったが、今は無くなり、校外活動部という部活が新たに設立された。
また、サッカー部と野球部、水泳部はとても良い成績を収めている。サッカー部は、東海大会や県大会出場を果たしており、県内随一のチームの一つでもある。

## 交通
- 遠鉄バス77・78・74・71蒲線 ｢丸塚中学｣停留所から、徒歩1分

## 著名な卒業生
- 北脇保之（元衆議院議員・前浜松市長）
- 筧利夫（俳優・タレント）
- 武田修宏（元Jリーガー・元サッカー日本代表）
- 浅田信一（元SMILEボーカル）
- 伊藤久朗（静岡第一テレビアナウンサー）
- 新田純也（サッカー選手）
- 石野竜二（元サッカー選手）